# MiMyCEN
「MiMyCEN」（ミミセン）は、MiMyCENのシングル。2001年9月19日にRhythm REPUBLICからリリースされた。

## 解説
- Coming CenturyがMiMyCEN名義[1]で5万枚限定で発売した。
- バンド形式をしており、メンバーの担当楽器は森田剛がギター、三宅健がベース、岡田准一がドラムである。

## 収録曲
1. GET SET...GO!
作詞：森田剛・三宅健、作曲：岡田准一、編曲：久米康隆
2. 燃えろ紅ショウガ
作詞：CRAZY-SKB、作曲：QPクレイジー、編曲：高橋KATSU
3. ナニガナンデモ
作詞：ミミセン 作曲/編曲：CHIROLYN